# Museo de Artes Gráficas del Grupo Alzamora
El Museo de Artes Gráficas del Grupo Alzamora se encuentra ubicado en la empresa Alzamora Carton Packaging de San Juan de Fuentes (La Garrocha). Está dedicado a la imprenta y a su historia: materiales y máquinas. Se inauguró oficialmente el 25 de febrero de 2011, con la presencia de Ferran Mascarell y el Príncipe de Girona, Felipe de Borbón. Es la colección privada relacionada con la imprenta más completa del estado español. El museo no está abierto al público, pero se puede visitar con cita previa.

## Colección
En este museo se pueden encontrar una muestra de las máquinas, herramientas y técnicas utilizadas tradicionalmente en el sector de las artes gráficas. Ofrece un recorrido didáctico por la historia de la imprenta desde el siglo XVII hasta finales del XVII, mediante la contemplación de las artes empradas en cada época, técnicas que se han revolucionado con la aplicación de nuevas tecnologías.
Cuenta con una colección cronológica de las máquinas de imprimir de diferentes épocas; la más antigua es una prensa de madera del siglo, un modelo similar a la ideada por Johannes Gutenberg a mediados de xv. También se pueden observar máquinas modernas, hoy en desuso, como la máquina de escribir eléctrica, las de fotocomposición, utilizadas hasta hace muy pocos años.